# Teatret Fair Play
Teatret Fair Play er et professionelt dansk teater med forestillinger for børn og unge. Teatret er en selvejende institution med eget hus og scene i centrum af Holbæk under kunstnerisk ledelse af Robert Parr.
Teatret producerer egne forestillinger til børn og unge i alle aldersgrupper, men lægger også hus til gæstespil fra hele landet, ligesom teatrets egne produktioner kommer på turné rundt i Danmark.
Teatret Fair Play er egnsteater i Holbæk Kommune og modtager desuden tilskud fra Kunstrådets Scenekunstudvalg
(Projektstøtteudvalget for Scenekunst under Statens Kunstfond)

Derudover er teatret medlem af Dansk Teater og ASSITEJ Danmark (den danske afdeling af den internationale organisation for børne- og ungdomsteater)

## Historie
Teatret Fair Play blev grundlagt på Vesterbro i 1971 og tog i 1972 sit navn fra premiereforestillingen Fair Play – et debatstykke om idræt.
Allerede i 1974 får teatret sin base i Nordvestsjælland, da det flytter til Bøsserup.
Herefter rykker det ud på en gård uden for Holbæk i årene 1975-76.
Den nuværende adresse på Borchsvej 3 i midten af Holbæk fik teatret i 1980.
Tidligere var Teatret Fair Play primært et turnerende teater.
Men siden 2010, hvor teatret blev egnsteater i Holbæk kommune, har Teatret Fair Play haft flere aktiviteter og arrangementer i eget hus.
Dog er turnéforestillinger stadig en vigtig del af teatrets aktiviteter.
Siden 2014 har Teatret Fair Play drevet Holbæk Drama College i samarbejde med Holbæk Teater og Stenhus Gymnasium.
Holbæk Drama College er et treårigt scenisk kursusforløb, der tages sideløbende med en gymnasiel uddannelse.

## Ledelse
1992 – d.d. kunstnerisk leder: Robert Parr (både kunstnerisk og administrativ leder fra 2016)
1996 – 2016 administrativ leder: Michael Ramløs

## Finansiering
I 1992-96 var Teatret Fair Play egnsteater med støtte fra kommune, amt og RBOT (Det Rejsende Børneteater og Opsøgende Teater), og blev i 1997 fast RBOT-teater.
I 2002 blev teatret egnsteater i Vestsjællands Amt, og siden 2010 har Teatret Fair Play været egnsteater i Holbæk Kommune i forlængelse af nedlæggelsen af amterne.

## Forestillinger og projekter
Listen medtager kun et udpluk af Teatret Fair Plays egne forestillinger, ligesom meget korte projekter såsom gæstespil fra andre teatre ikke indgår i listen.
- Den Kaukasiske Kridtcirkel, Teatret Fair Play 1995
- Elsker – Elsker ikke, Teatret Fair Play 1997
- Harry, Teatret Fair Play 1997
- Sangen om en helt – CORIOLANUS, Teatret Fair Play og Vintapperteatret 1997
- En af dagene, Teatret Fair Play og Artibus 1998
- EN MOR SOM HISTORIE, Teatret Fair Play 1998
- Ophelias Skyggeteater, Teatret Fair Play 1999 og 2019
- Det er bare fast arbejde – en EGA-cabaret, Teatret Fair Play og Odsherred Teater 2000
- Vores forestilling om Sara, Teatret Fair Play 2000 og 2008
- Et ord er et ord, Teatret Fair Play 2002
- FLUERNES HERRE, Teatret Fair Play, Odsherred Teater og Svalegangen 2002
- Hesten som steg op fra havet, Teatret Fair Play 2002
- DET LØBER LØBSK, Teatret Fair Play 2003
- ...og så lige på en polsk landevej!, Teatret Fair Play 2004
- Butleren, Teatret Fair Play 2005
- Det fortryllede armbånd, Teatret Fair Play 2010
- Hemmeligheden, Teatret Fair Play 2010
- Inde i mit hoved, Teatret Fair Play 2011
- Chlodnagaden nr. 33, Teatret Fair Play 2012 (Reumert-nomineret 2013)
- Små døde dyr, Teatret Fair Play 2013
- Lyde i natten, Teatret Fair Play 2014
- Lilys Danmarkshistorie, Teatret Fair Play og Folketeatret 2015
- Miras verdener, Teatret Fair Play 2015
- DEN STORE JULEMIDDAG, Teatret Fair Play 2015
- LIQUID LOVE, Teatret Fair Play og Superreal 2016
- Den jord du gik på, Teatret Fair Play og Holbæk Drama College 2016
- DEN STORE JULEMIDDAG 2, Teatret Fair Play 2016
- Soldaten, Teatret Fair Play 2017 (Reumert-nomineret 2017)
- Sherlock Holmes og dronningens kronjuveler, Teatret Fair Play og Dansk Rakkerpak 2017
- Mariehønen Evigglad, Teatret Fair Play og Teatret st. tv 2017
- DEN STORE JULEMIDDAG 3, Teatret Fair Play 2017
- Tamaras vandring, Teatret Fair Play og Holbæk Drama College 2018
- Kender du Malou?, Teatret Fair Play og Odsherred Teater 2018
- DEN STORE JULEMIDDAG 4, Teatret Fair Play 2018
- Vore forestilling om Sara, Teatret Fair Play og Holbæk Drama College 2019
- I SKOVENS DYBE STILLE RO, Teatret Fair Play 2019